# Mamie Van Doren
Pour les articles homonymes, voir Van Doren.
Mamie Van Doren, née Joan Lucille Olander le 6 février 1931, est une actrice américaine née à Rowena dans le Dakota du Sud, considérée comme un sex-symbol dans les années 1950. Mamie Van Doren est également chanteuse, elle chante dans plusieurs de ses films et a sorti des albums. Elle a également écrit son autobiographie dans les années 80.

## Biographie
En 2016, Mamie Van Doren est interviewée dans un reportage de la chaine Arte : Pin-up la revanche d'un sex symbol, elle témoigne de son expérience de sex-symbol depuis plus de 50 ans.

## Filmographie

### Cinéma

Mamie Van Doren en 1966 dans The Navy vs. the Night Monsters.

- 1951 : Fini de rire (His Kind of Woman) de John Farrow (non créditée) : invitée au bar
- 1951 : Footlight Varieties de D. W. Griffith et Benjamin Stoloff : la fille blonde au théâtre
- 1951 : Les Coulisses de Broadway (Two Tickets to Broadway) de James V. Kern (non créditée) : une Showgirl
- 1953 : All American de Jesse Hibbs : Susie Ward
- 1953 : Double Filature (Forbidden) de Rudolph Maté : chanteuse (non créditée)
- 1954 : Francis Joins the WACS d'Arthur Lubin : Bunky Hilstrom
- 1954 : Yankee Pasha de Joseph Pevney : Lilith
- 1955 : La Danseuse et le Milliardaire (Ain't Misbehavin') d'Edward Buzzell : Jackie
- 1955 : Le Gang des jeunes (Running Wild) d'Abner Biberman : Irma Bean
- 1955 : Grève d'amour (The Second Greatest Sex)  de George Marshall : Birdie Snyder
- 1956 : La corde est prête (Star in the Dust) de Charles F. Haas : Ellen Ballard
- 1957 : Les espions s'amusent (Jet Pilot) de Josef von Sternberg (non créditée) : WAF
- 1957 : La Fille aux bas noirs (The Girl in Black Stockings) de Howard W. Koch : Harriet Ames
- 1957 : Untamed Youth de Howard W. Koch : Penny Lowe
- 1958 : Born Reckless de Howard W. Koch : Jackie Adams
- 1958 : Jeunesse droguée (High School Confidential!) de Jack Arnold : Gwen Dulaine
- 1958 : Le Chouchou du professeur (Teacher's Pet) de George Seaton : Peggy DeFore
- 1958 : Le Bellissime gambe di Sabrina de Camillo Mastrocinque : Sabrina Schmidt
- 1959 : Girls Town de Charles F. Haas : Silver Morgan
- 1959 : Guns Girls and Gangsters d'Edward L. Cahn : Vi Victor
- 1959 : Le témoin doit être assassiné (The Big Operator) de Charles F. Haas : Mary Gibson
- 1959 : The Beat Generation de Charles F. Haas : Georgia Altera
- 1959 : Vice Raid d'Edward L. Cahn : Carol Hudson
- 1960 : College Confidential d'Albert Zugsmith : Sally Blake
- 1960 : La Vie privée d'Adam et Ève (The Private Lives of Adam and Eve) de Mickey Rooney et Albert Zugsmith : Evie Simms / Ève
- 1960 : Sex Kittens Go to College d'Albert Zugsmith : Dr Mathilda West
- 1961 : Una americana en Buenos Aires de George Cahan
- 1964 : 3 Nuts in Search of a Bolt de Tommy Noonan : Saxie Symbol
- 1964 : Freddy und das Lied der Prärie de Sobey Martin : Olivia
- 1964 : The Candidate de Robert Angus : Christine Ashley
- 1966 : Las Vegas Hillbillys d'Arthur C. Pierce : Boots Malone
- 1966 : The Navy vs. the Night Monsters de Michael A. Hoey : Nora Hall
- 1967 : You've Got to Be Smart d'Ellis Kadison : Miss Hathaway
- 1968 : Voyage to the Planet of Prehistoric Women de Peter Bogdanovich : Moana
- 1970 : The Arizona Kid de Luciano B. Carlos : Sharon Miller
- 1975 : That Girl from Boston de Matt Cimber : Princesse Tassel
- 1986 : Free Ride de Tom Trbovich : Debbie Stockwell
- 1999 : The Vegas Connection de Lou Vadino : Rita
- 2002 : Slackers de Dewey Nicks : Mme Van Graaf (non créditée)
- 2013 : The American Tetralogy de Philippe Terrier-Hermann : Mazu, déesse de la mer

### Télévision
- 1958 : The Juke Box Jury , épisode 5 décembre 1958 (série télévisée) : Lui
- 1959 : Alcoa Theatre, saison 3, épisode 8 Girls About Town (série télévisée) : Marybelle Perkins
- 1960 : The Red Skelton Show, saison 9, épisode 30 Clem and the Beanstalk (série télévisée) : Leona
- 1960 : The Comedy Spot, saison 1, épisode 8 Meet the Girls de Charles Barton (série télévisée) : Marybelle Perkins
- 1962 : The Dick Powell Show, saison 1, épisode 29 No Strings Attached de Hy Averback (série télévisée) : Penny Nickels
- 1962 : The Real McCoys, saison 6, épisode 14 The Farmer and Adele de David Alexander (série télévisée) : Adel Webster
- 1964 : L'Homme à la Rolls (Burke's Law), saison 2, épisode 12 Who Killed 711 ? de Sidney Lanfield (série télévisée) : Aurora Knight
- 1964 : The Adventures of Ozzie and Harriet (Burke's Law), saison 13, épisode 13 The Exotic Housemother de Ozzie Nelson (série télévisée) : Bubbles La Tassle

- 1966 : Mister Roberts (Burke's Law), saison 1, épisode 29 In Love and War de Leslie H. Martinson (série télévisée) : Alice Blue

- 1978 : Vegas (Vega$), saison 1, épisode 11 Serve, Volley and Kill de Sutton Roley (série télévisée) : la manageuse du spa
- 1979 : L'Île fantastique (Fantasy Island), saison 2, épisode 17 The Stripper/The Boxer de Lawrence Dobkin (série télévisée) : Sheba Palumbo
- 1987 : Glory Years d'Arthur Allan Seidelman (téléfilm) : Minnie
- 1993 : La Loi de Los Angeles (L.A. Law), saison 8, épisode 9 Rhyme and Punishment de Gary Weis (série télévisée) : elle-même

### Clip
- 1984 : Handclappin' de The Backsters, réalisé par Chuck Cirino : la femme blonde
- 1988 : My Guitar wants to Kill your Mama de Dweezil Zappa : elle-même